# Francia tamariska
A francia tamariska (Tamarix gallica)  a kétszikűek (Magnoliopsida) osztályának a szegfűvirágúak (Caryophyllales) rendjéhez, ezen belül a tamariskafélék (Tamaricaceae) családjához tartozó cserjefaj.

## Megjelenése, élőhelye
Szabálytalan elágazásáról, kékeszöld pikkelyszerű leveleiről és látványos, rózsaszín, 5 tagú, 3-5 cm hosszú, tömött, az az évi hajtások végén nyíló virágairól ismerhető fel. A murvalevelek kétszer olyan hosszúak, mint a virágkocsány. Július-szeptember környékén virágzik. Magyarországon meleg fekvésbe, vízáteresztő talajba ültetik, díszcserjeként, míg fő elterjedési területén, mely neve ellenére Dél-Európa (Olasz- illetve Spanyolország) gyomnövényként terjed invazív tulajdonságai miatt.

## Forrás
Joachim Mayer, Heinz-Werner Schwegler: Fák és cserjék határozókönyve. Kaposvár, 2007.  ISBN 9789636842918